# Lars Grandin
Lars Grandin, född 25 mars 1942 i Edsbro, död 12 oktober 2010, var en svensk målare, grafiker och tecknare. Grandin finns representerad på Nationalmuseum och Moderna Museet i Stockholm.